# Nozay (Essonne)
Nozay é uma comuna francesa na região administrativa da Ilha-de-França, no departamento de Essonne. Estende-se por uma área de 7,33 km². Em 2010 a comuna tinha 4 650 habitantes (densidade: 634,4 hab./km²).